# Відар (футбольний клуб)
«Відар» (норв. Fotballklubben Vidar) — норвезький футбольний клуб з Ставангера. Заснований у 1906 році.